# 황새속
황새속(학명: Ciconia)은 황새과에 속하는 조류 속의 하나이다. 7종으로 이루어져 있으며, 대한민국에는 황새와 먹황새 두 종이 도래한다. 황새는 온몸이 흰색이고 날개는 검은색이다. 황새는 국제적으로 보호가 필요한 새로, 대한민국에서는 천연기념물 제199호로 지정하여 보호하고 있다.

## 하위 종
- 아브딤황새 Ciconia abdimii
- Ciconia episcopus
- Ciconia stormi
- Ciconia maguari
- 황새 (Ciconia boyciana)
- 홍부리황새 (Ciconia ciconia)
- 먹황새 (Ciconia nigra)